# Манган, Кадер
Абду́ Каде́р Манга́н  (фр. Abdou Kader Mangane; 23 марта 1983, Тиес, Сенегал) — сенегальский футболист, игравший на позиции защитника. Выступал в сборной Сенегала.

## Карьера

### Клубная
Кадер Манган начинал карьеру футболиста в сенегальском клубе «Рель» из города Тиес. В 2001 году защитник перешёл в швейцарский «Ксамакс», где отыграл последующие 6 сезонов.
В июле 2007 года Манган перешёл в «Янг Бойз», однако сыграл за новую команду всего 7 матчей в чемпионате Швейцарии, первый из которых 22 июля 2007 года против «Арау». 16 августа 2007 года африканец дебютировал в кубке УЕФА, где его команда встречалась с французским «Лансом» и вскоре после этого матча Кадер Манган стал игроком «Ланса».
Дебютировал в чемпионате Франции 15 сентября 2007 года в матче против «Нанси». Уже в третьем своём матче за «Ланс» Кадер Манган забил первый гол за новую команду — в ворота «Осера». До окончания сезона сенегалец провёл за французский клуб 22 матча, в которых забил 5 голов. По итогам сезона «Ланс» покинул Лигу 1 и в августе 2008 года Манган перешёл в «Ренн».
В «Ренне» Манган дебютировал уже в первом туре нового чемпионата, выйдя на замену в перерыве матча с «Марселем». До окончания сезона защитник провёл за «Ренн» ещё 34 матча в различных турнирах. 8 августа 2009 года в первом туре чемпионата Франции Манган поразил ворота «Булони», забив таким образом свой первый гол за «Ренн».
В июле 2012 года стал игроком саудовского клуба «Аль-Хиляль».

### В сборной
Кадер Манган дебютировал в сборной Сенегала в 2003 году, поучаствовав в 2 матчах команды. После этого долгое время защитник за сборную не играл и лишь в 2008 году вернулся в состав команды. В составе сборной участвовал в отборочных турнирах к ЧМ—2010 и КАН—2012. 11 октября 2008 года в последнем матче отборочного цикла к чемпионату мира и кубку Африки—2010 Манган забил гол в ворота сборной Гамбии, открыв счёт в матче. Однако в дальнейшем сенегальцы победу не удержали и не смогли пробиться ни на мировое первенство, ни на кубок африканских наций.